# Hanna-Renate Laurien
Hanna-Renate Laurien (15. april 1928 – 12. marts 2010) var en tysk politiker, der var medlem af CDU.
Hanna-Renate Laurien blev født i Gdańsk, hun studerede germanistik, filosofi og slavistik ved Freie Universität Berlin og begyndte at arbejde som lærer i Nordrhein-Westfalen. I 1971, blev hun statssekretær under Helmut Kohls kabinet i delstaten Rheinland-Pfalz, og i 1976, blev hun minister for undervisning og kultur.
I 1981, blev hun senator for uddannelse i Berlin, under Richard von Weizsäckers kabinet, og i 1991 den første kvindelige formand for Berlins parlament. I perioden 1986-1989 var hun viceborgmester i Berlin.